# جمال السلامي
جمال السلامي (ولد 6 أكتوبر 1970) في الدار البيضاء، المغرب، هو مدرب كرة قدم مغربي ولاعب دولي سابق. بعد الاعتزال بدأ جمال السلامي مسيرته كمدرب عام 2005. خلال فترة ممارسة كلاعب، كان السلامي من أبرز لاعبي الوسط المغاربة في التسعينات، وشارك رفقة المنتخب المغربي في كأس العالم 1998 بفرنسا، عام 2024، عُين مدربا للمنتخب الأردني خلفا لمواطنه الحسين عموتة.

## مسيرته
جمال السلامي من خريجي مدرسة تكوين نادي جمعية الحليب البيضاوي (اصبح لاحقا نادي الأولمبيك البيضاوي). كان السلامي ضمن الجيل الذهبي لهذا الفريق الذي استطاع الفوز بمجموعة من الألقاب في بداية التسعينات على مستوى البطولة وكأس العرش، وعلى المستوى العربي، عندما كان الفريق يكتسح مسابقة كأس الكؤوس العربية.
بعد اندماج الأولمبيك البيضاوي مع الرجاء الرياضي، فرض السلامي مكانته كأحد أفضل لاعبي الوسط الدفاعي في المغرب، مما أهله لأن يكون من الركائز الأساسية للمنتخب المغربي الذي لعب نهائيات كأس العالم 1998، تحت قيادة المدرب الفرنسي هنري ميشيل.
خاض تجربة احترافية ناجحة بتركيا، في صفوف نادي بشيكتاش، تحت إمرة المدرب الويلزي جون بنيامين توشاك، والذي لعب له بين 1998 و2001 ما مجموعه 52 مباراة.
ختم مشواره في المغرب في 2004، بعد أن لعب موسما رفقة الرجاء و موسمين رفقة المغرب الفاسي. بدأ مشواره التدريبي بفريق الرجاء، كمدرب لفريق الشبان ثم كمدرب مساعد في الفريق الأول. انتقل بعد ذلك لتدريب اتحاد تواركة ثم نادي حسنية أكادير. بداية تألقه كمدرب كان رفقة الدفاع الحسني الجديدي، و الذي فاز رفقته بلقب الدوري المغربي لكرة القدم 2008–09، انضم بعد ذلك للطاقم الرباعي الذي درب منتخب المغرب بين عامي 2009 و2010، رفقة المدربين الحسين عموتة، حسن مومن وعبد الغني بناصري.
درب بين عامي 2012 و2014 نادي الفتح الرباطي، وحقق معه وصافة بطولة الدوري المغربي لكرة القدم 2011–12 التي فاز بها المغرب التطواني. وفي يونيو 2024 تولى مهمة المدير الفني للمنتخب الأردني لكرة القدم.

## الإنجازات

### إنجازاته كلاعب
- الأولمبيك البيضاوي
  - الدوري المغربي لكرة القدم: 1993-94
  - كأس العرش: 1991–92
  - البطولة العربية للأندية الفائزة بالكؤوس: 1991، 1992، 1993
- الرجاء الرياضي
  - الدوري المغربي لكرة القدم: 1995-96، 1996-97، 1997-98
  - كأس العرش: 1995–96
  - دوري أبطال إفريقيا: 1997

### إنجازاته كمدرب
- الرجاء الرياضي
  - الدوري المغربي لكرة القدم: 2019-20
- المغرب
  - بطولة أمم أفريقيا للمحليين: 2018
- الأردن
  - أول تأهل لكأس العالم 2026

### فردية
- أفضل مدرب في الدوري المغربي لكرة القدم (2): 2019–20، 2022–23

## وصلات خارجية
- جمال السلامي على موقع الاتحاد الدولي (مؤرشف)  (الإنجليزية)
- جمال السلامي على موقع اتحاد تركيا (لاعب) (الإنجليزية)
- جمال السلامي على موقع قاعدة بيانات كرة القدم.إي يو (الإنجليزية)
- جمال السلامي على موقع ناشيونال فوتبول تيمز (الإنجليزية)
- إحصائيات المشاركات الدولية لجمال السلامي من موقع الفيفا

## انظر ايضا
- كأس العالم 1998 المجموعة الاولى